# VR-Bank NordRhön
Die VR-Bank NordRhön eG mit Sitz in Hünfeld ist eine regional agierende Bank in der Rechtsform einer eingetragenen Genossenschaft.

## Geschichte
Angeführt vom Kaufmann Franz Carl Aha sowie dem Schlossermeister und Stadtrat Robert Vogt bildete sich am 30. Januar 1862 der erste genossenschaftliche Zusammenschluss der Region und die dritte Genossenschaft überhaupt in Kurhessen. 120 Bürger fanden sich dazu ein. Aha und Vogt hatten zuvor einen Aufruf an ihre Mitbürger in Hünfeld und Umgebung zwecks Gründung eines Institutes der Selbstverwaltung zur Behebung der wirtschaftlichen Nöte mittels Creditgebung erlassen: Geldgeber und Geldnehmer sollten eigenverantwortlich ihre Geschicke in die Hand nehmen. Schon kurz darauf fanden sich mehrere hundert Originalunterschriften von Gewerbetreibenden, Landwirten und weiteren Hünfelder Bürgern in den Gründungsakten. Da es bei der Gründung des Vorschuss-Vereins zu Hünfeld noch kein Genossenschaftsgesetz gab, firmierte er zunächst als erlaubte Privatgesellschaft. Eine gesetzliche Grundlage wurde erst 1867 geschaffen. 1869 entschloss man sich in Hünfeld bei der Generalversammlung, den Vorschuss-Verein in das Genossenschaftsregister eintragen zu lassen.
Mit fast 900 Mitgliedern startete der Vorschuss-Verein zu Hünfeld in das neue Jahrhundert: Für das Jahr 1900 verzeichnete der Geschäftsbericht genau 892 Genossen sowie Spareinlagen von fast 450.000 Mark und nahezu 50.000 Stammanteile.
Die Mitgliederzahl lag 1892 bei über 1.000. Durch Auswirkung der Darlehenskassen nach dem Muster Raiffeisens, die überall im Hünfelder Land existieren, sank die Mitgliederzahl.
Zum ersten Mal überstieg im Jahr 1918 die Bilanzsumme beim Hünfelder Vorschuss-Verein die Millionenmarke. Als der Erste Weltkrieg endete, bestand der Vorschuss-Verein seit 56 Jahren und hatte sich in dieser Zeit von einer Vereinigung zur Linderung von Notlagen hin zu einer festen Institution entwickelt, die der mittelständischen Bevölkerung dauerhaft in Geld- und Kreditangelegenheiten zur Seite steht.
Im Jahre 2015 fusionierte die Bank mit der Raiffeisenbank Haunetal eG mit Sitz in Haunetal (Amtsgericht Bad Hersfeld, GnR 128).
Im Jahre 2016 fusionierte die Bank mit der Raiffeisenbank Langenschwarz eG mit Sitz in Langenschwarz.
Mit Außenwirkung zum 14. November 2020 erfolgte die Fusion der Raiffeisenbank Asbach-Burghaun mit der VR-Bank NordRhön eG. unter letzterer Firmierung.

## Standorte
Die Bank ist mit der Hauptstelle in Hünfeld sowie mit 5 weiteren Filialen in der Region vertreten. Das Geschäftsgebiet im Landkreis Fulda erstreckt sich über die Städte Hünfeld und Tann, sowie die Gemeinden Eiterfeld und Burghaun. Auf hessischer Seite ist die Bank darüber hinaus im Landkreis Hersfeld-Rotenburg vertreten. Im angrenzenden thüringischen Wartburgkreis bestehen Geschäftsstellen in Geisa und Dermbach. Die Bank beschäftigt 193 Mitarbeiter, davon durchschnittlich 12 Auszubildende.